# مارچدوسا
مارچدوسا (به ایتالیایی: Marcedusa) یک کومونه در ایتالیا است که در استان کاتانزارو واقع شده‌است.

## خصوصیات
مارچدوسا ۱۵ کیلومترمربع مساحت و ۴۴۸ نفر جمعیت دارد و ۲۸۸ متر بالاتر از سطح دریا واقع شده‌است.